# دهستان بهنام عرب جنوبی
دهستان بهنام عرب جنوبی نام دهستانی در بخش جوادآباد شهرستان ورامین، استان تهران در ایران است. براساس سرشماری مرکز آمار ایران در سال ۱۳۸۵، جمعیت آن ۱۵۲۳۵ نفر (۳۸۴۳ خانوار) بوده‌است.